# Петерсен, Генрих
Генрих Петерсен (нем. Heinrich Petersen; 31 марта 1904, Сённерборг, Дания — 9 мая 1945, между Табором и Пльзенем, Богемия) — штандартенфюрер СС, кавалер Рыцарского креста Железного креста.

## Карьера
1 мая 1933 года вступает в ряды НСДАП (№ 1964574), 9 апреля 1931 — в СС (№ 134299). 1 января 1927 года решает пойти добровольцем в рейхсвер, где служил в 10-й роте 6-го егерского батальона. 31 декабря 1932 года демобилизован. Однако, с апреля 1933 Генрих уже числится в 46-м штандарте СС в Дрездене.
5 апреля 1934 года в звании унтерштурмфюрера получает назначение инструктора юнкерского училища СС в Бад-Тёльце, а уже через год переведён в части СС «Мёртвая голова», занимавшихся охраной узников концлагерей. С 1 сентября 1939 года командир 2-го батальона, с февраля 1941 года — 1-го батальона 3-го полка СС дивизии СС «Мёртвая голова».
15 января 1942 года назначен командиром запасного батальона добровольческого легиона СС «Норвегия», а с 1 октября — командиром запасного горно-егерского батальона СС «Норд».
С 16 апреля 1943 командует 13-м горно-егерским полком СС 7-й добровольческой горной дивизии СС «Принц Ойген». 13 ноября 1943 удостоен Рыцарского креста Железного креста и до конца года переведён в штаб 5-го горного корпуса СС, а с февраля 1944 года — в резерв.
16 июля 1944 назначен командиром 39-го полка СС в составе 18-я добровольческой моторизованной дивизии СС «Хорст Вессель», а с 27 марта 1945 — последним командиром этой дивизии СС. 9 мая 1945 года Генрих Петерсен покончил жизнь самоубийством, так и не сдавшись в плен.

## Награды
- Нагрудный штурмовой пехотный знак
- Железный крест 2-го класса (30 мая 1940)
- Железный крест 1-го класса (27 июня 1940)
- Рыцарский крест (13 ноября 1943)
- Кольцо «Мёртвая голова»